# 王茂 (百済)
王 茂（おう ぼう、生没年不詳）は、百済東城王代に南斉に使臣として派遣された百済官僚。「王」という漢姓であることから、中国系百済人とみられる。官職は司馬。前漢が朝鮮半島に設置した植民地である楽浪郡・帯方郡の漢人遺民とみられる。河内春人は、「四九五年の司馬王茂も三世紀に楽浪郡に勢力を張った王氏の子孫と想定される」と指摘している。

## 出自
百済には中国系の百済官僚が多数存在しており、これを示すのが『南斉書』百済伝の以下の記事である。
この記事には慕遺、王茂、張塞、陳明などがみえるが、彼らは姓氏から推して中国系の百済官僚といえる。

## 考証
| 時期                  | 人名 | 既保有官職     | 百済王 私署 官職     | 任命追認官職（爵号） | 任命要請事由                              | 国家 |
| --------------------- | ---- | -------------- | -------------------- | -------------------- | ----------------------------------------- | ---- |
| 久尓辛王五年（424年） | 張威 | 長史           |                      |                      | 使節                                      | 劉宋 |
| 蓋鹵王十八年（472年） | 余礼 | 駙馬都尉・長史 | 冠軍将軍・弗斯侯     | 未詳                 | 使臣                                      | 北魏 |
| 蓋鹵王十八年（472年） | 張茂 | 司馬           | 龍驤将軍・帯方太守   | 未詳                 | 使臣                                      | 北魏 |
| 東城王八年（490年）   | 高達 | 長史           | 行建威将軍・広陽太守 | 建威将軍・広陽太守   | 先例・使臣・邊効邊夙著・勤労公務          | 南斉 |
| 東城王八年（490年）   | 楊茂 | 司馬           | 行建威将軍・朝鮮太守 | 建威将軍・朝鮮太守   | 先例・使臣・志行清壱・公務不廃            | 南斉 |
| 東城王八年（490年）   | 会邁 | 参軍           | 行宣威将軍           | 宣威将軍             | 先例・使臣・執志・周密・屢致勤効          | 南斉 |
| 東城王十七年（495年） | 慕遺 | 長史           | 行龍驤将軍・楽浪太守 | 龍驤将軍・楽浪太守   | 使臣・在官忘私 唯公是務 見危授命 蹈難弗顧 | 南斉 |
| 東城王十七年（495年） | 王茂 | 司馬           | 行建武将軍・城陽太守 | 建武将軍・城陽太守   | 使臣・在官忘私 唯公是務 見危授命 蹈難弗顧 | 南斉 |
| 東城王十七年（495年） | 張塞 | 参軍           | 行振武将軍・朝鮮太守 | 振武将軍・朝鮮太守   | 使臣・在官忘私 唯公是務 見危授命 蹈難弗顧 | 南斉 |
| 東城王十七年（495年） | 陳明 | ?              | 行揚武将軍           | 揚武将軍             | 使臣・在官忘私 唯公是務 見危授命 蹈難弗顧 | 南斉 |

495年にそれぞれ楽浪太守、城陽太守、朝鮮太守、参軍を仮授された慕遺、王茂、張塞、陳明は、495年以前の地位はみられない。慕遺、王茂、張塞、陳明は、それ以前から百済に仕えていたであろうが、495年に大抜擢されたのであって、5世紀後半の新興勢力の登用・抬頭を象徴するものとみてよい。475年の百済の一時滅亡とそれに伴う新百済王となった文周王系の東城王は、自らの権力基盤を固めるために、既存とは異なり、有能な貴族・官僚を積極的に登用、王権に取り込み、東城王はその過程において新たに登用した百済貴族・新興官僚に百済独自の王号・侯号・太守号を仮授していったとみられる。また、これら王号・侯号は、朝鮮半島西南部の地名とみられるが、475年以後、百済が積極的に領有化を進めた地域であり、百済は新たに獲得した地を冠した百済独自の王号・侯号・太守号を新規登用した百済貴族・新興官僚に仮授することによって、王権内部に位置づけようとした。